# Alhidad

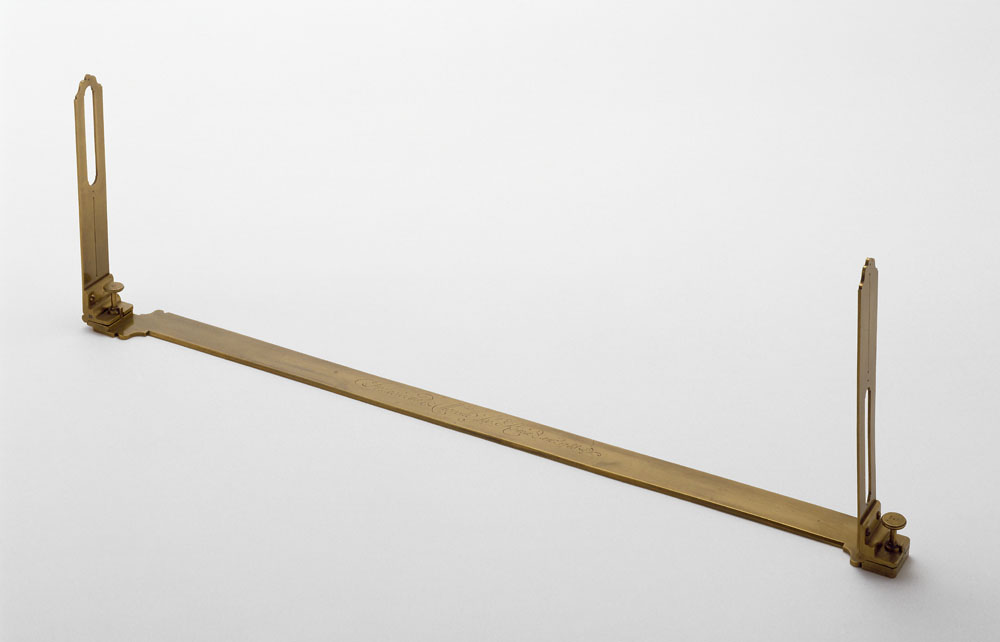
En 67 cm lång alhidad från 1788.

En alhidad, tidigare även alidad, (från arabiska العضادة al'idāda, "linjal") är en vridbar rät stav ("linjal") med vars hjälp man kan bestämma riktningen till ett objekt. Enkla alhidader har använts sedan antiken inom astronomi, navigation och geodesi och är föregångare till, exempelvis, astrolabier, meridiancirklar, sextanter och teodoliter (vlika behållit beteckningen alhidad för den vridbara delen).
Tidiga alhidader ("diopterlinjaler") var försedda med en diopter i vardera änden. En diopter är en skiva med ett hål eller skåra, eller en motsvarande anordning, med vars hjälp man kan bestämma syftlinjen längs alhidaden till objektet. Diopter har sedan överförts till att även beteckna instrument försedda med ett dioptersikte och beteckningen dioptersikte har även överförts till exempelvis skjutvapen. När (under 1700- och 1800-talen) teleskop blev allt mer tillgängliga ersattes dioptersiktena i högre grad med sådana på de vetenskapliga instrumenten (och under 1900-talet ersattes dioptersiktena i hög grad även med kikarsikten på skjutvapen).
|  |  |  |  |